# وسط هندي
وسط هندي هو فيلم كوميدي دراما هندي من بطولة عرفان خان،صبا قمر وأمريتا سينغ.تم عرض الفيلم في 19 مايو 2017.

## روابط خارجية
وسط هندي على موقع IMDb (الإنجليزية)
- وسط هندي على موقع روتن توميتوز (الإنجليزية)
- وسط هندي على موقع أول موفي (الإنجليزية)
- وسط هندي على موقع فيلمافينيتي (الإسبانية)
- وسط هندي على موقع قاعدة بيانات الفيلم (الإنجليزية)
- وسط هندي على موقع ليتربوكسد (الإنجليزية)
- وسط هندي على موقع كينوبويسك (الروسية)